# Sciurus nayaritensis
Lo scoiattolo volpe del Messico (Sciurus nayaritensis J. A. Allen, 1890) è una specie di scoiattolo arboricolo del genere Sciurus originaria delle regioni sud-orientali del Nordamerica.

## Tassonomia
Attualmente, gli studiosi riconoscono tre sottospecie di scoiattolo volpe del Messico:
- S. n. nayaritensis J. A. Allen, 1890 (Messico, Nayarit);
- S. n. apache J. A. Allen, 1893 (Messico, regioni orientali del Sonora e nord-occidentali del Durango);
- S. n. chiricahuae Goldman, 1933 (monti Chiricahua).

## Descrizione
La pelliccia dello scoiattolo volpe del Messico è marrone brizzolata sul dorso e di colore variabile dal giallo al rossiccio sul ventre, mentre la coda è color grigio antracite inframmezzato di peli bianchi. Ogni anno questo animale effettua due mute; il mantello invernale ha toni più rossicci e spesso lo scroto è circondato da un anello di peli bianchi. Pesa circa 700 g.

## Distribuzione e habitat
Lo scoiattolo volpe del Messico vive in Messico, lungo i monti della Sierra Madre Occidentale, fino al Jalisco, e negli Stati Uniti, ove però la sua diffusione è limitata ai monti Chiricahua, nel sud-est dell'Arizona.
Vive nelle foreste, sia di pini e querce che di conifere miste, tra i 1500 e i 2700 m di quota. Le maggiori densità di esemplari si riscontrano spesso nelle zone ripariali, dove sono presenti grandi pioppi neri e platani americani. Abita le foreste che in epoca storica venivano ripetutamente colpite da frequenti incendi di bassa intensità, e predilige le aree con sottobosco aperto e grandi alberi, tipiche della zona.

## Biologia
Lo scoiattolo volpe del Messico è un animale diurno, non territoriale, che non va in ibernazione durante i mesi invernali. Si nutre di semi, fiori e funghi, dei quali va alla ricerca sia sul terreno che nella volta della foresta. I semi di pino, abete di Douglas e abete vengono estratti dai coni rimuovendo le scaglie una per volta. Quando sono disponibili, lo scoiattolo si nutre anche di ghiande e noci, nonché di una vasta gamma di altri tipi di semi, funghi, sia ipogei che, all'occorrenza, epigei, e insetti. Talvolta vaga sul terreno, raccogliendo grossi semi caduti dalla lettiera di foglie e dallo strato superficiale del suolo.
L'ecologia dello scoiattolo volpe del Messico non è stata studiata accuratamente, in particolare nelle zone al di fuori degli Stati Uniti. La densità di popolazione è molto bassa. In tarda primavera o d'estate le femmine danno alla luce un'unica piccola nidiata di 1-2 piccoli. Questi animali nidicano in nidi di forma sferica, costruiti sugli alberi con rametti e foglie; alcuni esemplari, soprattutto le femmine con i piccoli, risiedono all'interno delle cavità degli alberi più grandi. A volte nidificano in comunità. I principali predatori di questo animale, probabilmente, sono grandi rapaci, canidi, felidi, procionidi e serpenti. Lo scoiattolo volpe del Messico è un animale particolarmente silenzioso e generalmente trascorre la giornata nel proprio rifugio, stando immobile. Se spaventato, inizia a latrare verso l'aggressore, rimanendo però al sicuro tra gli alberi.

## Conservazione
Seppur cacciato localmente a scopo alimentare, lo scoiattolo volpe del Messico è ancora molto diffuso e la IUCN lo inserisce tra le specie a rischio minimo.